# فرودگاه کیبن
فرودگاه کیبن (به انگلیسی: Keibane Airport) یک فرودگاه با کد یاتا NRM است . این فرودگاه در کشور مالی قرار دارد .